# سيتش
كارلوس إيزياس موراليس ويليامز (من مواليد 3 ديسمبر 1993)، المعروف باسم سيتش ، هو مغني بنمي. إنه من بلدة ريو أباجو في مدينة بنما، واشتهر بأغنيته المنفردة «أوترو تراجو»، والتي تم ترشيحها لأفضل أغنية حضرية وأفضل اندماج / أداء حضري في حفل توزيع جوائز جرامي اللاتينية لعام 2019 . لقد تعاون مع العديد من الفنانين اللاتينيين بما في ذلك مالوما ونيكي جام ودادي يانكي وباد باني. أصدر ألبومه الأول Sueños في أبريل 2019 وأصدر ألبومه الثاني 1 من 1 في 21 مايو 2020.